# Andrei Pavel
Andrei Pavel (Constança, 27 de Janeiro de 1974) é um ex-tenista profissional da Romênia. 
Seu principal título é o Canada Masters em 2001. Em 2003, foi vice do Paris Masters, perdendo na final para o inglês Tim Henman, além de conquistar 3 títulos da ATP, 6 títulos de duplas.
No inicio de carreira, Pavel dava prioridade aos torneios de simples, pois em 1998 ganhou um torneio em seu país e ficou sete anos sem títulos de duplas, agora dá preferências aos torneios de pares, Andrei Pavel também já disputou as quatro últimas olimpíadas desde os Jogos de Barcelona em 2002, e é o principal nome do tênis do país após Ilie Năstase.
Seu último torneio foi em Bucareste, Romênia, em 2009.

## Simples (3)
| Legenda (Simples)                 |
| Grand Slam (0)                    |
| Tennis Masters Cup (0)            |
| ATP Masters Series (1)            |
| ATP International Series Gold (1) |
| ATP Tour (1)                      |

| N. | Data           | Torneio             | Piso   | Oponente na final | Placar da final |
| 1. | Abril 13, 1998 | Tóquio, Japaão      | Duro   | Byron Black       | 6–3, 6–4        |
| 2. | Maio 22, 2000  | St. Pölten, Austria | Saibro | Andrew Ilie       | 7–5, 3–6, 6–2   |
| 3. | Julho 30, 2001 | Montreal, Canadá    | Duro   | Patrick Rafter    | 7–6, 2–6, 6–3   |

### Runners-ups (6)
| N. | Data             | Torneio                  | Piso    | Oponente na final | Placar da final |
| 1. | Abril 26, 1999   | Munique, Alemanha        | Saibro  | Franco Squillari  | 6–4, 6–3        |
| 2. | Junho 14, 1999   | s’Hertogenbosch, Holanda | Grama   | Patrick Rafter    | 3–6, 7–6, 6–4   |
| 3. | Outubro 27, 2003 | Paris, França            | Carpete | Tim Henman        | 6–2, 7–6, 7–6   |
| 4. | Abril 25, 2005   | Munich, Alemanha         | Saibro  | David Nalbandian  | 6–4, 6–1        |
| 5. | Maio 22, 2006    | Portschach, Austria      | Saibro  | Nikolay Davydenko | 6–0, 6–3        |
| 6. | Julho 23, 2007   | Umag, Croácia            | Saibro  | Carlos Moyà       | 6–4, 6–2        |

## ATP Duplas titulos(6)
| Data              | Torneio                 | Piso   | Parceiro        | Oponentes na final                     | Placar           |
| Setembro 21, 1998 | Bucareste, Romênia      | Saibro | Gabriel Trifu   | George Cosac Dinu Pescariu             | 7–6(2), 7–6(4)   |
| Julho 31, 2005    | Kitzbühel, Áustria      | Saibro | Leoš Friedl     | Christophe Rochus Olivier Rochus       | 6–2, 6–7(5), 6–0 |
| January 15, 2006  | Auckland, Nova Zelândia | Duro   | Rogier Wassen   | Simon Aspelin Todd Perry               | 6–3, 5–7, (10–4) |
| Maio 7, 2006      | Munique, Alemanha       | Saibro | Alexander Waske | Alexander Peya Bjorn Phau              | 6–4, 6–2         |
| Julho 16, 2006    | Gstaad, Suíça           | Saibro | Jiří Novák      | Marco Chiudinelli Jean-Claude Scherrer | 6–3, 6–1         |
| Abril 29, 2007    | Barcelona, Espanha      | Saibro | Alexander Waske | Rafael Nadal Tomeu Salva               | 6–3, 7–6(1)      |

## Duplas Vices (5)
| Data               | Torneio                 | Piso    | Parceiro        | Oponentes na final            | Placar da final     |
| Fevereiro 14, 1999 | São Petersburgo, Rússia | Carpete | Menno Oosting   | Jeff Tarango Daniel Vacek     | 3–6, 6–3, 7–5       |
| Janeiro 10, 2005   | Doha, Catar             | Duro    | Mikhail Youzhny | Albert Costa Rafael Nadal     | 6–3, 4–6, 6–3       |
| Setembro 18, 2005  | Bucareste, Romênia      | Saibro  | Victor Hănescu  | José Acasuso Sebastián Prieto | 6–3, 4–6, 6–3       |
| Fevereiro 25, 2007 | Roterdã, Holanda        | Duro    | Alexander Waske | Martin Damm Leander Paes      | 6–3, 6–7(5), (10–7) |
| Maio 23, 2009      | Kitzbühel, Áustria      | Saibro  | Horia Tecău     | Marcelo Melo Andre Sa         | 6–7(9), 6–2, (10–7) |